# Contre le vent
Pour plus de détails, voir Fiche technique et Distribution.
Contre le vent (Contra el viento) est un film espagnol réalisé par Paco Periñán, sorti en 1990.

## Synopsis
Juan fuit la relation incestueuse qu'il entretient avec sa sœur et se réfugie dans une région inhospitalière de l'Andalousie. Sa sœur décide de le retrouver.

## Fiche technique
- Titre : Contre le vent
- Titre original : Contra el viento
- Réalisation : Paco Periñán
- Scénario : Paco Periñán
- Musique : Ramón Farrán
- Photographie : Gérard de Battista
- Montage : Carmen Frías
- Production : Eduardo Campoy et Paco Periñán
- Société de production : Creativos Asociados de Radio y Televisión, Francisco Periñán, Maestranza Films et Productora Andaluza de Programas
- Pays :  Espagne
- Genre : Drame
- Durée : 95 minutes
- Dates de sortie : 
  -  Espagne : 10 octobre 1990

## Distribution
- Antonio Banderas : Juan
- Emma Suárez : Ana
- Bruce McGuire : Petersen
- Rosario Flores : Rosario
- Rafael Díaz : Colorao
- Germán Cobos : Antonio
- Patricia Palacios : Mary
- Queta Claver : la mère d'Ana
- Pilar Bardem : la mère de Rosario
- Carmen Balagué : Dolores
- Estanis González : le père d'Ana

## Distinctions
Le film a été nommé pour deux prix Goya.